# Zulma De Nijs
Zulma De Nijs (Machelen aan de Leie, 30 december 1912 – Deinze, 17 mei 2009) was de echtgenote en muze van de Belgische kunstschilder Roger Raveel.

## Levensloop
Zulma De Nijs werd geboren op 30 december 1912 in Machelen aan de Leie en groeide op in een familie van kleine zelfstandigen. De Nijs was werkzaam als naaister in Gent en in haar vrije tijd was ze actief bij een toneelvereniging in Machelen. Ze leerde haar latere echtgenoot Roger Raveel bij het toneel kennen. De Nijs groeide op in de Petegemstraat in Machelen waar de moeder van Raveel een likeurwinkeltje had. Toen zijn moeder in 1946 ziek werd, zorgde De Nijs voor haar tot aan haar overlijden datzelfde jaar. In 1947 kreeg ze een relatie met Raveel, tot groot ongenoegen van haar vader. Hierop besloot ze om naar Grammene te verhuizen en bij haar meter in te trekken. Het koppel trouwde in 1948. Na hun huwelijk namen ze hun intrek in het ouderlijk huis van Raveel. Op de zolder van het woonhuis was zijn atelier.
De likeurwinkel van de moeder van Raveel werd door De Nijs overgenomen. Deze winkel speelde een belangrijke rol in het leven van het echtpaar. Zo werden leveranciers betaald met schilderijen en zorgde De Nijs voor een inkomen, waardoor Raveel zich kon richten op het maken van kunst. Naast een eigen winkel had De Nijs ook een boomgaard met appelbomen.
De Nijs stond regelmatig model voor Raveel. Hij noemde haar in 2005 "de meest geschilderde vrouw van België". Daarnaast was ze ook diegene die zijn werken verkocht en op die manier zorgde voor zijn bekendheid. Ze was niet bang om haar mening te uiten tegen mensen die kritiek hadden op het werk van Raveel.
Haar dagelijkse bezigheden, zoals het ophangen van de was en het maken van een kruiswoordpuzzel, waren inspiratiebronnen voor Raveel. Hij merkte op dat ze niet altijd tevreden was met hoe hij haar afbeeldde, maar uiteindelijk vond ze dat hij het wel beter zou weten dan haar.
Vanaf de jaren zeventig werd er door Raveel nagedacht over een eigen museum. Dankzij de inspanningen van De Nijs werd er voor het Roger Raveelmuseum de plaats Machelen gekozen.
De Nijs overleed op 17 mei 2009 aan een longontsteking, nadat ze zes weken eerder in het ziekenhuis was opgenomen met een heupbreuk. In de laatste jaren van haar leven leed ze aan dementie. Ze werd begraven bij de Sint-Michiel-en-Cornelius-en-Ghislenuskerk in Machelen. Op haar bidprentje werd de tekst "Niet de status, niet de functies, noch de leeftijd bepalen de pijn van het verdwijnen." geplaatst die door Raveel was uitgekozen. Over De Nijs zei hij: "Ik heb alles aan Zulma te danken" [...] "Ik heb mijn werk maar kunnen maken omdat zij altijd voor honderd procent achter mij stond." Raveel stierf twee jaar na De Nijs. Hij werd naast haar begraven.

## Tentoonstellingen en werken
Enkele werken van Raveel waar De Nijs op afgebeeld staat zijn: Vrouw (1949), Vrouw met rode arm (1949), Vrouw met revolver (1950), De strijkster (1951), De kaartlegster (1952), Vrouw met opsmukspiegeltje (1953) en Portret van Zulma (1973).
In 2010 was er in het Roger Raveelmuseum de tentoonstelling Zulma - Muze, model en madam te zien over de liefdesgeschiedenis van De Nijs en Raveel.
In februari 2024 opende de tentoonstelling Zulma. Muze en manager in het Roger Raveelmuseum met werken waarop Zulma De Nijs is afgebeeld. Daarnaast verscheen er een boek met gelijknamige titel aan de hand van Carlos Alleene die het levensverhaal van De Nijs beschrijft.

## Vernoeming
Het wandelpad tussen Machelen-dorp en de Leihoekstraat bij het Roger Raveelmuseum is vernoemd naar Zulma De Nijs. Het is de eerste straat in de gemeente Zulte die vernoemd is naar een vrouw.